# Kerala multipunctata
Kerala multipunctata är en fjärilsart som beskrevs av Moore 1882. Kerala multipunctata ingår i släktet Kerala och familjen trågspinnare. Inga underarter finns listade i Catalogue of Life.